# (1662) Hoffmann
(1662) Hoffmann es un asteroide que forma parte del cinturón de asteroides y fue descubierto por Karl Wilhelm Reinmuth desde el observatorio de Heidelberg-Königstuhl, Alemania, el 11 de septiembre de 1923.

## Designación y nombre
Hoffmann fue designado al principio como A923 RB.
Más tarde se nombró en honor de Irmtraud Hoffmann, nuera del descubridor.

## Características orbitales
Hoffmann está situado a una distancia media de 2,743 ua del Sol, pudiendo alejarse hasta 3,21 ua y acercarse hasta 2,277 ua. Tiene una excentricidad de 0,1701 y una inclinación orbital de 4,241°. Emplea 1660 días en completar una órbita alrededor del Sol.